# José Cardona (Comiczeichner)
José Maria Cardona Blasi, auch José-Maria Cardona Blasi (geboren 1954) ist ein spanischer Comiczeichner.

## Leben
Cardona arbeitet hauptsächlich als Auftrags- und Studiozeichner (so gehört er aktuell zum Zeichnerpool des Studios Comicon). Daher ist sein Name vor allem durch die nach Texten von Víctor Mora entstandene Science-Fiction-Serie Sigma Gigantik bekannt, die er für das deutsche Comic-Magazin Zack zeichnete. Bevor er 1979 mit dieser eigenen Serie in Zack veröffentlicht wurde, erschien dort Ende der 70er Jahre bereits die von ihm gezeichnete Comic-Adaption der TV-Serie Mondbasis Alpha 1, von der auch zwei Alben in der Reihe Zack Box erschienen sind (es existieren weitere Comic-Adaptionen dieser Fernsehserie, die von Cardona gestaltete, erfolgte auch bereits im Auftrag der Zack-Redaktion, die Mehrzahl der Geschichten waren Adaptionen von TV-Folgen der ersten Staffel und diese Version wurde auch in Italien veröffentlicht). Da beides Science-Fiction-Serien waren, sind sie entsprechend vergleichbar, wobei auffällt, dass Cardona die Vorgaben, die die Adaption einer TV-Vorlage mit sich bringt (wie zum Beispiel die Ähnlichkeit der gezeichneten Personen mit den entsprechenden Schauspielern), zwar gut meistert, diese ihn aber gleichzeitig auch sehr eingeengt haben. So ist sein Strich bei Sigma Gigantik deutlich lockerer und freier, die von ihm geschaffenen fremden Welten spielerischer und fantasievoller gestaltet als bei Mondbasis Alpha 1.
Cardona begann seine Zeichner-Laufbahn Anfang der 1970er Jahre mit Liebesgeschichten für den Britischen Verlag D.C.Thomson, die durch Josep Toutains Agentur Selecciones Ilustradas vermittelt wurden, für die u. a. auch Fernando Fernández tätig war, welcher später die Cover-Illustration zum ersten Sigma Gigantik-Album beisteuerte. Auch die Arbeit an Vampirella verbindet die beiden spanischen Künstler. Cardona arbeitete an Serien wie Davy Crocket, die in vielen europäischen Ländern veröffentlicht wurden. Von 1985 bis 1993 zeichnete er für den skandinavischen Disney-Produzenten Egmont, von 1987 bis 1995 auch für den französischen Verlag Hachette, sowie 2005/2006 für den finnischen Medienkonzern Sanoma, der ebenfalls eine Disney-Lizenz besitzt. Die so entstandenen Geschichten erschienen in Deutschland in diversen LTB-Editionen. Darüber hinaus fertigte er Buchillustrationen zu TV-Serien wie Rugrats. Sein Schwager José Maria Millet Lopez ist ebenfalls im Comicbereich tätig.